# Nuxis
Nuxis – miejscowość i gmina we Włoszech, w regionie Sardynia, w prowincji Sud Sardynia.
Według danych na rok 2004 gminę zamieszkiwało 1689 osób, 27,7 os./km². Graniczy z Assemini, Narcao, Santadi, Siliqua i Villaperuccio.